# Olympische Sommerspiele 2020/Baseball/Qualifikation
Für das olympische Baseballturnier 2020 konnten sich insgesamt sechs Mannschaften qualifizieren.

## Übersicht
| Qualifikationswettbewerb                       | Datum                  | Ort                              | Plätze | Qualifizierte Mannschaften |
| ---------------------------------------------- | ---------------------- | -------------------------------- | ------ | -------------------------- |
| Gastgeber                                      | 3. August 20161        | Brasilien                        | 1      | Japan                      |
| Afrikanisch/Europäisches Qualifikationsturnier | 18.–22. September 2019 | Italien                          | 1      | Israel                     |
| WBSC Premier 12 2019                           | 2.–17. November 2019   | Japan Südkorea Taiwan Mexiko     | 2      | Südkorea Mexiko            |
| Amerikanisches Qualifikationsturnier           | 31. Mai – 5. Juni 2021 | Port St. Lucie / West Palm Beach | 1      | Vereinigte Staaten         |
| Internationales Qualifikationsturnier          | 22. – 26. Juni 2021    | Puebla                           | 1      | Dominikanische Republik    |
| Gesamt                                         | Gesamt                 | Gesamt                           | 6      | 6                          |

1 Am 3. August 2016 wurde Baseball in das Programm für die Olympischen Spiele 2020 aufgenommen.

## Qualifikationswettbewerbe

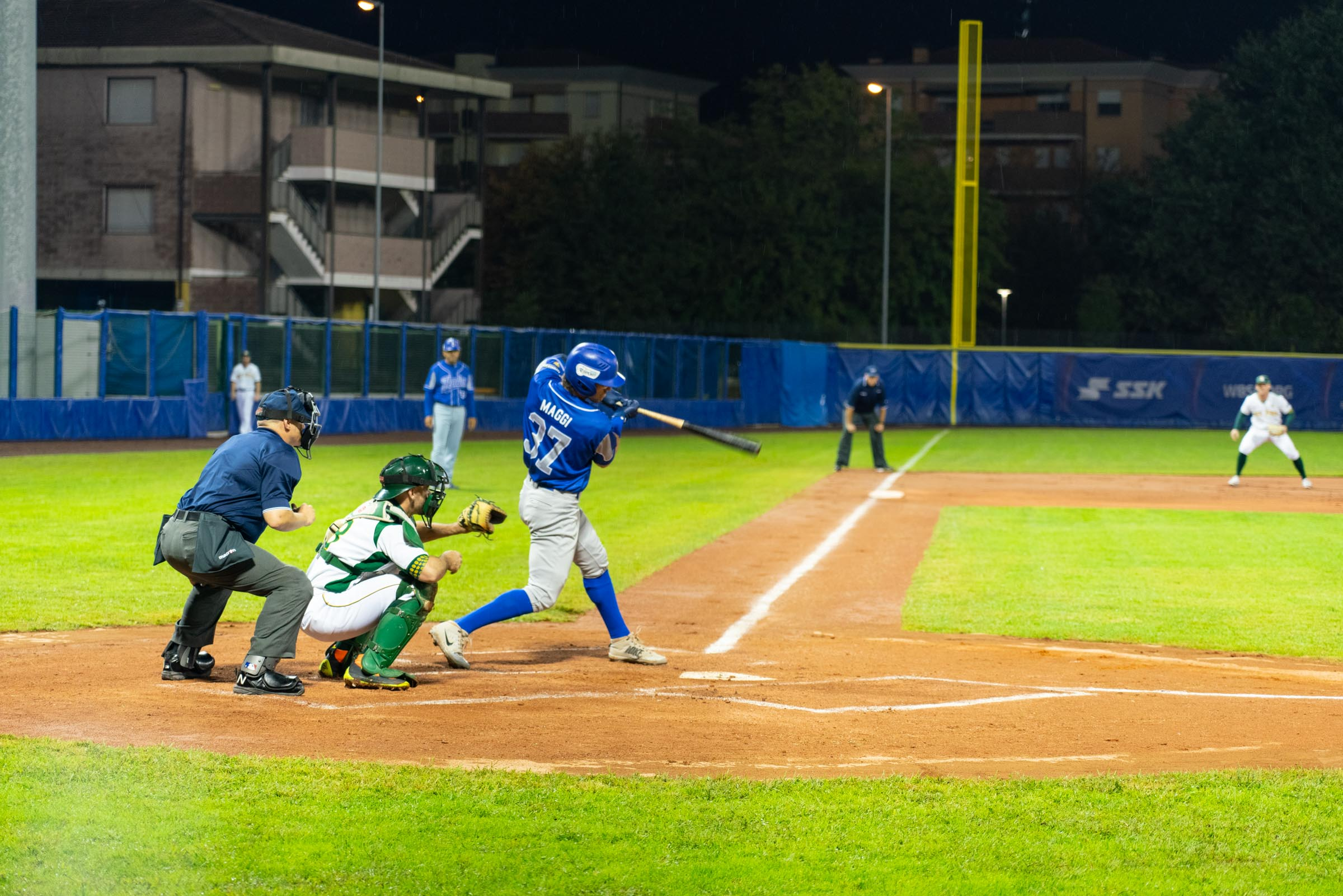
Drew Maggi während eines Spiels von Italien beim Qualifikationsturnier.

### Afrikanisch/Europäisches Qualifikationsturnier
Der erste Quotenplatz wurde bei einem Qualifikationsturnier für Afrika und Europa vergeben, welches in Parma und Bologna vom 18. bis 22. September 2019 ausgetragen wurde. An diesem Turnier nahmen die fünf besten Mannschaften der Europameisterschaft 2019 sowie der Sieger der Afrikameister 2019 teil. Das Turnier war ein Rundenturnier, bei dem sich die israelische Baseballnationalmannschaft als Sieger für die Olympischen Spiele qualifizierte. Die niederländische Mannschaft hat als Zweitplatzierte die Möglichkeit beim Internationalen Qualifikationsturnier 2020 sich für die Spiele zu qualifizieren. Folgende Nationen nahmen an diesem Turnier teil:
- Niederlande (Europameister)
- Italien (Zweiter der EM)
- Spanien (Dritter der EM)
- Israel (Vierter der EM)
- Tschechien (Fünfter der EM)
- Südafrika (Afrikameister)

#### Ergebnisse
| Rang | Nation      | Siege | Ndlg. | Pct. | Runs  |
| ---- | ----------- | ----- | ----- | ---- | ----- |
| 1.   | Israel      | 4     | 1     | .800 | 34:11 |
| 2.   | Niederlande | 4     | 1     | .800 | 26:25 |
| 3.   | Tschechien  | 3     | 2     | .600 | 27:17 |
| 4.   | Spanien     | 2     | 3     | .400 | 16:20 |
| 5.   | Italien     | 2     | 3     | .400 | 23:26 |
| 6.   | Südafrika   | 0     | 5     | .000 | 08:46 |

| Datum              | Begegnung   | Begegnung | Begegnung   |
| ------------------ | ----------- | --------- | ----------- |
| 19. September 2019 | Niederlande | 4:1       | Tschechien  |
| 19. September 2019 | Spanien     | 0:3       | Israel      |
| 19. September 2019 | Südafrika   | 1:7       | Spanien     |
| 19. September 2019 | Niederlande | 1:8       | Israel      |
| 19. September 2019 | Tschechien  | 1:5       | Italien     |
| 20. September 2019 | Südafrika   | 4:10 (10) | Italien     |
| 20. September 2019 | Südafrika   | 1:11 (8)  | Tschechien  |
| 20. September 2019 | Israel      | 8:2       | Italien     |
| 20. September 2019 | Spanien     | 2:6       | Niederlande |
| 21. September 2019 | Südafrika   | 1:7       | Niederlande |
| 21. September 2019 | Italien     | 3:4       | Spanien     |
| 21. September 2019 | Tschechien  | 7:4       | Israel      |
| 22. September 2019 | Israel      | 11:1 (8)  | Südafrika   |
| 22. September 2019 | Spanien     | 3:6       | Tschechien  |
| 22. September 2019 | Niederlande | 8:3       | Italien     |

### WBSC Premier 12 2019
Am WBSC Premier12 2019 traten die 12 besten Mannschaften der Weltrangliste mit Stand Ende des Jahres 2018 an. Über dieses Turnier konnten sich nur Mannschaften aus Amerika, Asien und Ozeanien für die Olympischen Spiele qualifizieren. Mexiko erhielt als beste amerikanische Nation einen Quotenplatz. Ebenso erhielt Südkorea, als die beste Mannschaft aus Asien und Ozeanien einen Quotenplatz, da Japan bereits als Gastgebernation qualifiziert war. Hätte keine Mannschaft aus Asien oder Ozeanien unter den besten sechs Nationen das Turnier beendet, so wäre das internationale Qualifikationsturnier im April 2020 um einen Platz erweitert worden.
| Rang                              | Nation                  | S | N |
| --------------------------------- | ----------------------- | - | - |
| 1                                 | Japan                   | 7 | 1 |
| 2                                 | Südkorea                | 5 | 3 |
| Spiel um Bronze                   |                         |   |   |
| 3                                 | Mexiko                  | 6 | 2 |
| 4                                 | Vereinigte Staaten      | 4 | 4 |
| Ausgeschieden in der Super Round  |                         |   |   |
| 5                                 | Chinesisch Taipeh       | 4 | 3 |
| 6                                 | Australien              | 2 | 5 |
| Ausgeschieden in der Gruppenphase |                         |   |   |
| 7                                 | Kanada                  | 1 | 2 |
| 7                                 | Dominikanische Republik | 1 | 2 |
| 7                                 | Venezuela               | 1 | 2 |
| 10                                | Kuba                    | 1 | 2 |
| 10                                | Niederlande             | 0 | 3 |
| 10                                | Puerto Rico             | 0 | 3 |

### Amerikanisches Qualifikationsturnier
Am amerikanischen Qualifikationsturnier werden die sechs Mannschaften, die sich nicht über das WBSC Premier12 2019 qualifizieren konnten, teilnehmen. Ergänzt wird das Teilnehmerfeld durch die zwei besten Mannschaften der Panamerikanischen Spiele 2019, die sich nicht für das WBSC Premier12 2019 qualifizieren konnten. Ursprünglich sollte das Turnier vom 22. bis 26. März 2020 in Arizona ausgetragen werden, wegen der COVID-19-Pandemie wurde dieses jedoch verschoben.
- Kolumbien (Panamerikanische Spiele)
- Nicaragua (Panamerikanische Spiele)
- Vereinigte Staaten (Premier12)
- Kuba (Premier12)
- Kanada (Premier12)
- Puerto Rico (Premier12)
- Venezuela (Premier12)
- Dominikanische Republik (Premier12)

Der Sieger des Turniers erhält einen Quotenplatz, die zweit- und drittplatzierte Mannschaft haben durch das internationale Qualifikationsturnier eine weitere Möglichkeit, sich für die Spiele zu qualifizieren.

#### Gruppe A
| Rang | Nation                  | Siege | Ndlg. | Pct.  | Runs  |
| ---- | ----------------------- | ----- | ----- | ----- | ----- |
| 1    | Vereinigte Staaten      | 2     | 0     | 1.000 | 15:7  |
| 2    | Dominikanische Republik | 2     | 1     | .667  | 24:13 |
| 3    | Nicaragua               | 1     | 2     | .333  | 11:26 |
| 4    | Puerto Rico             | 0     | 2     | .000  | 8:12  |

| Datum        | Begegnung               | Begegnung   | Begegnung               |
| ------------ | ----------------------- | ----------- | ----------------------- |
| 31. Mai 2021 | Puerto Rico             | 2:5         | Dominikanische Republik |
| 31. Mai 2021 | Vereinigte Staaten      | 7:1         | Nicaragua               |
| 1. Juni 2021 | Nicaragua               | 7:6 (10)    | Puerto Rico             |
| 1. Juni 2021 | Dominikanische Republik | 6:8         | Vereinigte Staaten      |
| 2. Juni 2021 | Nicaragua               | 3:13 (8)    | Dominikanische Republik |
| 2. Juni 2021 | Puerto Rico             | 0:0 (Regen) | Vereinigte Staaten      |

#### Gruppe B
| Rang | Nation    | Siege | Ndlg. | Pct.  | Runs  |
| ---- | --------- | ----- | ----- | ----- | ----- |
| 1    | Venezuela | 3     | 0     | 1.000 | 14:7  |
| 2    | Kanada    | 2     | 1     | .667  | 13:10 |
| 3    | Kuba      | 1     | 2     | .333  | 26:15 |
| 4    | Kolumbien | 0     | 0     | .000  | 5:26  |

| Datum        | Begegnung | Begegnung | Begegnung |
| ------------ | --------- | --------- | --------- |
| 31. Mai 2021 | Venezuela | 6:5       | Kuba      |
| 31. Mai 2021 | Kolumbien | 0:7       | Kanada    |
| 1. Juni 2021 | Kolumbien | 2:3       | Venezuela |
| 1. Juni 2021 | Kanada    | 6:5       | Kuba      |
| 2. Juni 2021 | Kanada    | 0:5       | Venezuela |
| 2. Juni 2021 | Kuba      | 16:3 (7)  | Kolumbien |

#### Super Round
| Rang | Nation                  | Siege | Ndlg. | Pct.  | Runs  |
| ---- | ----------------------- | ----- | ----- | ----- | ----- |
| 1    | Vereinigte Staaten      | 3     | 0     | 1.000 | 22:9  |
| 2    | Dominikanische Republik | 2     | 1     | 0.667 | 26:17 |
| 3    | Venezuela               | 1     | 2     | 0.333 | 11:18 |
| 4    | Kanada                  | 0     | 3     | 0.000 | 6:21  |

| Datum        | Begegnung               | Begegnung | Begegnung          |
| ------------ | ----------------------- | --------- | ------------------ |
| 4. Juni 2021 | Dominikanische Republik | 14:4      | Venezuela          |
| 4. Juni 2021 | Kanada                  | 1:10      | Vereinigte Staaten |
| 5. Juni 2021 | Dominikanische Republik | 6:5       | Kanada             |
| 5. Juni 2021 | Vereinigte Staaten      | 4:2       | Venezuela          |

### Internationales Qualifikationsturnier
Das internationale Qualifikationsturnier war die letzte Möglichkeit, sich einen Platz für die Spiele zu sichern. Es sollte ursprünglich vom 1. bis 5. April 2020 in den taiwanischen Städten Taichung und Douliu ausgetragen werden. Wegen der COVID-19-Pandemie wurde das Turnier jedoch verschoben. Insgesamt sollten sechs Mannschaften an diesem Turnier teilnehmen. Dies sollten der Zweitplatzierte des Afrikanisch/Europäischen sowie der Zweite und Dritte des Amerikanischen Qualifikationsturnier sein. Zudem erhielten die Finalisten der Asienmeisterschaft 2019 sowie der Sieger eines ozeanienischen Qualifikationsturniers einen Startplatz. Aufgrund der COVID-19-Pandemie sagten bis auf drei Teams alle ihre Teilnahme ab.
Wäre keine Mannschaft aus Asien/Ozeanien unter den besten sechs Nationen des WBSC Premier 12 2019 gelandet, so wären bei diesem Turnier zwei Plätze vergeben worden. So erhält jedoch nur der Sieger einen.
- Niederlande (Zweiter Afrikanisch/Europäisches Qualifikationsturnier)
- Chinesisch Taipeh (Asienmeister, zurückgezogen)
- China (Dritter Asienmeisterschaft, zurückgezogen)
- Australien (Ozeanien Vertreter, zurückgezogen)
- Dominikanische Republik (Zweiter Amerikanisches Qualifikationsturnier)
- Venezuela (Dritter Amerikanisches Qualifikationsturnier)

Vorrunde
| Rang | Nation                  | Siege | Ndlg. | Pct.  | Runs  |
| ---- | ----------------------- | ----- | ----- | ----- | ----- |
| 1    | Dominikanische Republik | 2     | 0     | 1.000 | 14:0  |
| 2    | Venezuela               | 1     | 1     | .500  | 16:13 |
| 3    | Niederlande             | 0     | 1     | .000  | 06:13 |

| Datum         | Begegnung               | Begegnung | Begegnung               |
| ------------- | ----------------------- | --------- | ----------------------- |
| 22. Juni 2021 | Venezuela               | 7:10      | Dominikanische Republik |
| 23. Juni 2021 | Niederlande             | 3:9       | Venezuela               |
| 24. Juni 2021 | Dominikanische Republik | 4:3       | Niederlande             |

Finalrunde
|  | Halbfinale 25. Juni 2021 | Halbfinale 25. Juni 2021 |  |  | Finale 26. Juni 2021    | Finale 26. Juni 2021 |
|  |                          |                          |  |  |                         |                      |
|  | Venezuela                | 10                       |  |  |                         |                      |
|  | Niederlande              | 0                        |  |  | Dominikanische Republik | 8                    |
|  |                          |                          |  |  | Venezuela               | 5                    |

Das Halbfinale endete nach 7 Innings aufgrund der Mercy-Rule.